# 普卡卡卡山 (雷奈伊省)
10°01′39″S 77°28′27″W / 10.02750°S 77.47417°W
普卡卡卡山（Puka Qaqa），是秘魯的山峰，位於該國北部安卡什大區，由雷奈伊省負責管轄，屬於內格拉山脈的一部分，該山峰海拔高度4,640米。